# سلالة 121
سلالة 121 أو المتبرعمة الأرضية الباروسية (الاسم العلمي: Geogemma barossii) (بالإنجليزية: Strain 121)‏ هي ميكروب أحادي الخلية في نطاق العتائق. تم اكتشافه لأول مرة على بعد 320 كم قبالة بيوجت ساوند بالقرب من منفس مائي حراري، وهي أليفة لفرط الحرارة إذ تقدر على التكاثر عند 121 درجة مئوية (250 درجة فهرنهايت) ومن هنا جاءت التسمية. كانت وقت اكتشافها هي الشكل الوحيد المعروف للحياة الذي يمكنه تحمل مثل درجات الحرارة العالية هذه. تصل السلالة 121 إلى مرحلة السكون الحيوي عند 130 درجة مئوية (266 درجة فهرنهايت) وهذا يعني أنه على الرغم من توقف النمو يبقى الكائن قابلاً للحياة ويمكن أن يستأنف التكاثر بمجرد نقله إلى وسط أكثر برودة.
تعد القدرة على النمو عند درجة حرارة 121 مئوية مهمة لأن المعدات الطبية تتعرض لهذه الحرارة لتعقيمها في الموصدة. قبل اكتشاف السلالة 121 في عام 2003 كان يعتقد أن التعرض لمدة 15 دقيقة لدرجات حرارة الموصدة يقتل جميع الكائنات الحية. ومع ذلك، فإن سلالة 121 غير معدية لأنها لا يمكن أن تنمو في درجات حرارة قريبة من 37 درجة مئوية (99 درجة فهرنهايت).
السلالة 121 تتأيض عن طريق الحد من أكسيد الحديد.